# ダイ・トゥモロー
ダイ・トゥモロー (タイ語: พรุ่งนี้ตาย, 英語: Die Tomorrow）は、タイのドラマ・ドキュメンタリー映画である。ナワポン・タムロンラタナリット脚本・監督。映画は、新聞に掲載され監督が興味をもった6人の奇妙な死の話を元に、その死の前日の出来事を描いたドラマ部分と、そのドラマ部分の間に挿入された、さまざまな年齢の人々の死の視点についてのドキュメンタリー部分で構成されている。
この映画は VERY SAD PICTURES が制作し、Asian Shadows が配給した。主な出演はサニー・スワンメーターノン 、 Patcha Poonpiriya 、 シラート・インタラチョーテ、Rattanrat Eertaweekul、Morakot Liu、Kanyapak Wuttara、チュティモン・ジュンジャルーンスックイン、ヴィオーレット・ウォーティア、Koramit Vajrasthira、Chonnikan Netjui、Jarinporn Joonkiat、および コーム・チュアンチューン である。この映画は、文化省がタイで開催した 2016 年のThai Film Pitching Projectに参加した 3 つの映画プロジェクトの 1 つであり、カンヌ国際映画祭2016にも出品されている   。

## あらすじ
それぞれの作品は、実際に起きた死亡事故の前日に何が起きていたかを想像を交えて描いたフェイク・ドキュメンタリーである。これらの合間に、2012年に株式市場で起きた死亡事件と、2016年1月に起きた台風での死者の話、そして、様々な人が死について語るドキュメンタリー部分が挟まる。

### LUCKY GIRLS
2017年5月24日午前2時15分、ホテル隣のコンビニにトラックが突っ込み、21歳の女子大学生が死亡した。
その前日、卒業式を翌日に控えた4人の女子大学生がホテルの部屋に集まり、泊りがけのパーティーをした。ビールを飲みながら、ある者はウクライナに行く計画を話し、ある者は服飾ビジネスを共同経営する計画を語り、ある者は子供が欲しいと口々にいう。見ていた雑誌の占いが当たる、当たらないの話になり、いっそのこと占いを書き換えようとの話にもなる。さらに彼女らはニューヨークに行きたい夢、植木関係の商売を始めたい夢、ゆくゆくはファッションブランドを持ちたい夢、ささやかながら平和な家族が欲しいという夢を語る。彼女たちは買ってきたビールをすべて飲んでしまったことに気づき、追加のビールを買いに、ホテル隣のコンビニに向かう。

### YOU SMILE
アメリカでカメラマンとして活動しているはずの姉が8年ぶりにバンコクに帰ってきた。姉は弟の写真を撮ろうとするが、"笑って"と言われても弟は素直に笑うことが出来ない。姉は自分が帰ってきた理由を弟に言わない。姉の好意も微妙にちぐはぐ。姉の"牡蠣炒めを食べたい"との願いに、弟も"明日帰るつもりでもないだろうし、明後日でもいい"とはぐらかし、弟はその場を離れる。姉は翌日オートバイを借りる約束をする。
翌日の2013年8月6日、オートバイに乗った女性が、倒れてきた電柱の下敷きになって死ぬ。女性はバイクを停め、子犬の写真を撮っていたところだったという。

### A PASSPORT
2014年4月22日、アメリカに向かう途中の飛行機が消息を絶った。
その前日、心臓の病のため移植の順番を待つ女性と、その彼氏。女性の病室で、女性は荷造りをしつつ、彼の爪を切る。彼女は移植が間に合わないと感じており、死の予感を話す彼女に、彼は何度もたしなめる。"今までの彼女は誰も足の爪を切ってくれなかった"と話す彼は短期のアメリカ行きを控えており、それに合わせて一人暮らしの不安を口にする。彼女は"死んでも輪廻せず、幽霊となって漂う"と言い、彼は安心する。逆に"一人でも大丈夫"という彼女に彼は安心してマッサージをし、いっときその場を離れるが、彼がいなくなったとき、彼女は一人泣き出す。

### THE LION KING
2015年2月17日、ある有名モデルが、交通事故に遭う。彼女は他の交通事故の被害者を助けようとして、自らもバイクに轢かれていた。そのニュースで写真撮影のスタジオは大騒ぎになっていた。彼女は撮影を明後日に控えていたのだ。それを半ば他人事のように聞いていたモデルのメー。しかし、彼女の様態が悪いと聞くと、涙がこぼれるのだった。そこに電話がかかってくる。ブランドアンバサダーの代役に、クライアントがメーを指名してきたのだ。彼女はライオンの剥製の前で、その仕事を受ける返事をする。後日、CMモデルとしてカメラの前に立つ彼女は、笑顔で商品のキャッチフレーズを話していた。

### NO ONE SAY I LOVE YOU
2016年9月4日の夜、テンはマンションのベランダから飛び降り自殺をした。その前にテンは友人マークにむけてSMSで遺書めいたものを送っており、マークはそれをFacebookで公開した。
前日、テンはレックを訪ねる。レックはドアを開けずに応対する。テンは別れの挨拶に来ており、かつて付き合っていたレックから"愛している"の一言を聞きたがる。しかし、レックはその一言を拒否し、テンは無言のまま立ち去る。レックは友達を呼び、テンについて話し合う。"自殺の前兆のようだから、私なら愛してるという"と言う友達に、レックは"彼の命に私の責任はない"と応える。2人は鍋を食べに出かけることになり、準備して出てきたレックは置き捨てられた花束を見つけるが、手にとることなく友達と出かけていく。

### A GOOD DAY
ある日、年老いた男が、娘の膝枕で寝ている。男の頭に、娘はマッサージをする。一日中電話もメールもなかったと愚痴る娘に、男は自由で良いことだと返す。翌日の予定を聞かれた男は眠り込んでしまい、娘は男の頭の下に枕を入れて立ち去る。男は軽く寝返りをうつ。男が寝ているのは自宅の1F、庭に面した部屋である。
2016年11月30日、老いた音楽家が自宅で安らかに亡くなる。

## キャスト
- LUCKY GIRLS
  - Patcha Poonpiriya : ジャー(จ๋า)
  - Chonnikan Netjui : プレー(แพร)
  - チュティモン・ジュンジャルーンスックイン : ソム(ส้ม)
  - Morakot Liu : ヨーク(หยก)
- YOU SMILE
  - Koramit Vajrasthira : 姉
  - シラート・インタラチョーテ : 弟
- A PASSPORT
  - サニー・スワンメーターノン : 若い男
  - Rattanrat Eertaweekul : 若い女
- THE LION KING
  - Jarinporn Joonkiat : メー(เม)
- NO ONE SAY I LOVE YOU
  - ヴィオーレット・ウォーティア : レック(เล็ก)
  - Kanyapak Wuttara : 若い女性の友人
  - Yosawat Sitiwong : テン(เติ้ง)
- A GOOD DAY
  - コーム・チュアンチューン : 老いた音楽家
  - Puangsoi Aksornsawang : 音楽家の娘

## その他の情報源
- ダイ・トゥモロー - IMDb（英語）